# Nimruz
Nimruz, Nīmrūz ou Nimroz (Persa: نيمروز) é uma província do Afeganistão. Sua capital é a cidade de Zaranj.